# Rosenstraßen-Protest

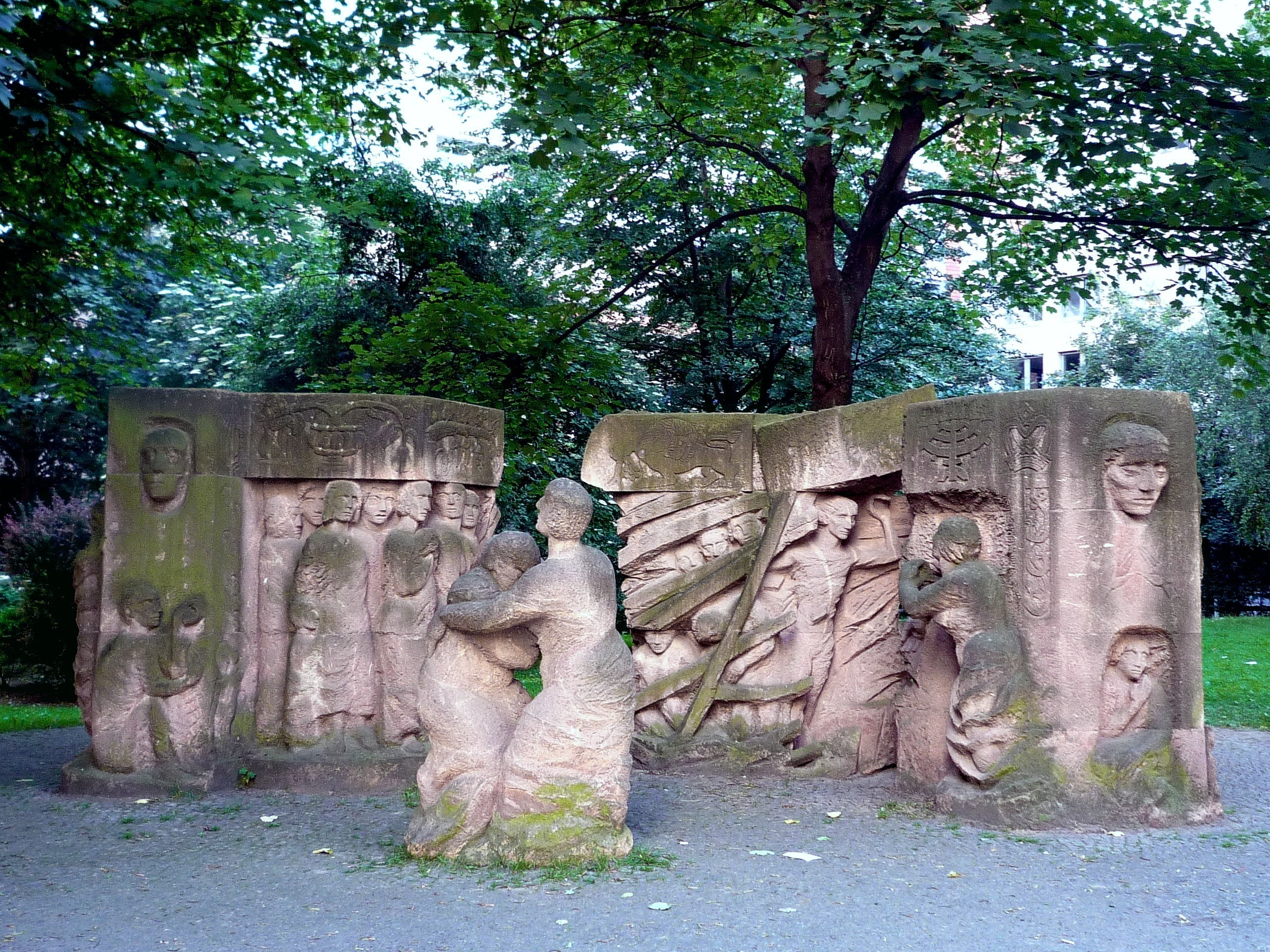
Skulpturengruppe von Ingeborg Hunzinger und Anna Franziska Schwarzbach zum Rosenstraßen-Protest in Berlin-Mitte, 1995

Der Rosenstraßen-Protest war die größte spontane Protestdemonstration im Deutschen Reich während der Zeit des Nationalsozialismus. Ende Februar/Anfang März 1943 verlangten „arische“ Ehepartner aus „Mischehen“ und andere Angehörige von verhafteten Juden in Berlin, diese freizulassen.

## Verlauf

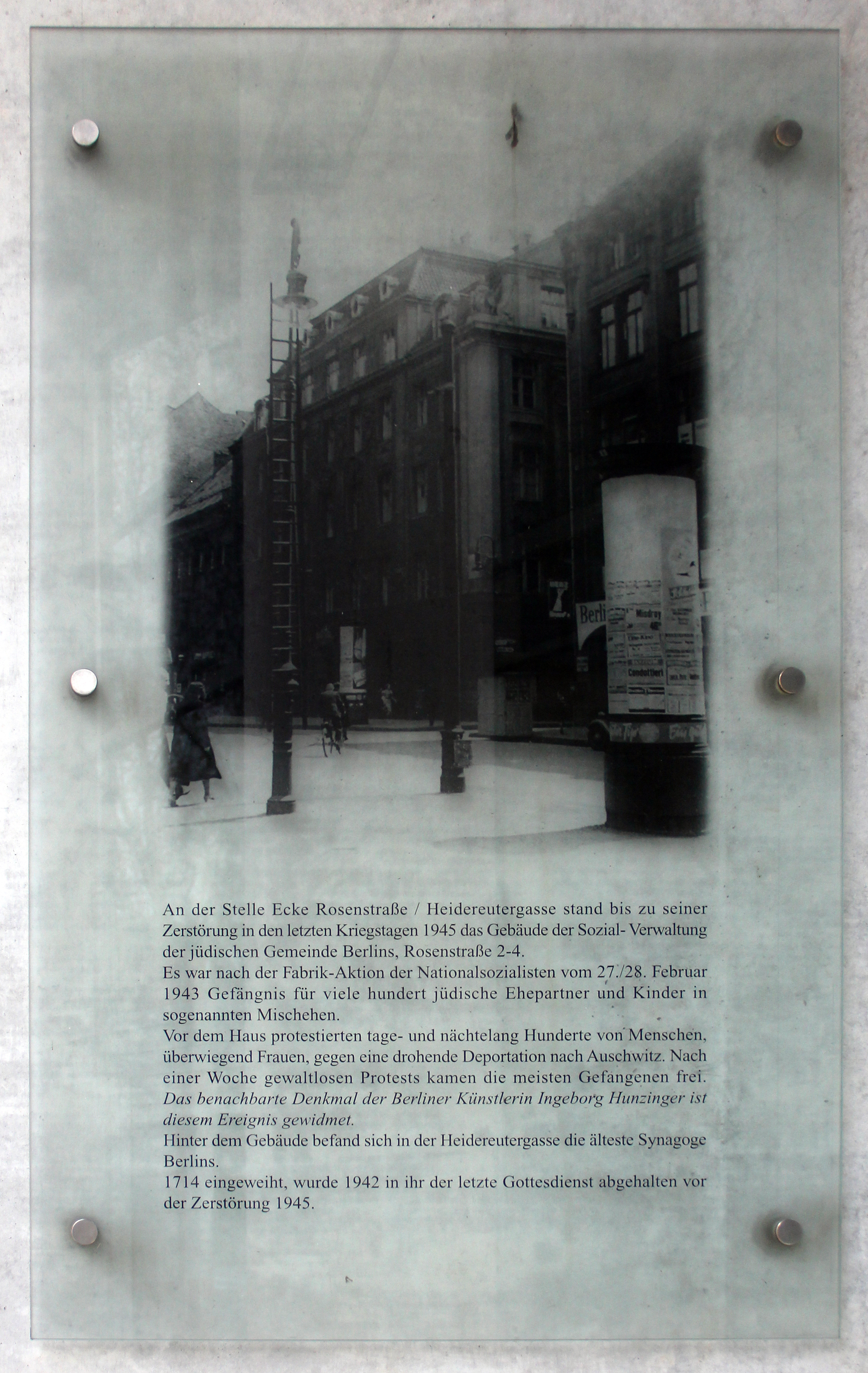
Gedenktafel am Haus Rosenstraße 2 in Berlin-Mitte

Am 27. Februar 1943 begannen SS und Gestapo in der „Fabrikaktion“, die noch verbliebenen Berliner Juden zu verhaften und sie „zur Durchschleusung“ in mehrere Sammellager zu bringen. Unter den mehr als 8000 Verhafteten befanden sich zahlreiche Partner aus „deutschblütig“-jüdischen „Mischehen“ und „Geltungsjuden“. Diese (etwa 2.000 Personen) wurden aussortiert und in das Gebäude der ehemaligen Behörde für Wohlfahrtswesen und Jugendfürsorge der Jüdischen Gemeinde verbracht, das sich in Berlin-Mitte in der Rosenstraße 2–4 dicht beim Alexanderplatz befand.
Bereits am Abend des 27. Februar bildete sich vor dem Gebäude eine Menschenmenge, die sich vorwiegend aus Frauen und anderen Angehörigen der Inhaftierten zusammensetzte. Zeitweilig wurde unüberhörbar die Freilassung der Inhaftierten gefordert.
Auch in den nächsten Tagen blieb diese Menschenansammlung aus mehreren hundert ständig wechselnden Teilnehmerinnen bestehen. Die Polizei forderte die Frauen mehrfach auf, die Straße zu verlassen. Doch wichen diese nur in Seitenstraßen aus, um kurz danach zurückzukommen. Es gibt Zeugenaussagen, nach denen die Polizei auch mit dem Einsatz von Waffengewalt drohte oder gar einige der Demonstrantinnen verhaftete. Beides wird jedoch nicht durch weitere Zeugen oder andere Quellen bestätigt und ist daher unter Historikern umstritten.

## Ergebnis
Am 5. März wurden 25 der Inhaftierten aus der Rosenstraße zur Zwangsarbeit in das KZ Auschwitz III Monowitz deportiert. Diese wurden jedoch nach wenigen Wochen zurückgeholt und entlassen. Offenbar hatten übereifrige Gestapobeamte die Vorgaben des Reichssicherheitshauptamtes (RSHA) nicht eingehalten, nach denen bestimmte Gruppen von der Deportation verschont bleiben sollten.
Schon seit dem 2. März und fortlaufend in den beiden nächsten Wochen wurden die in der Rosenstraße versammelten Juden aus „Mischehen“ sowie „Geltungsjuden“ und einige „Ausnahmefälle“ nacheinander freigelassen. Wahrscheinlich kamen fast alle dieser 2.000 in die Rosenstraße verlegten Personen wieder frei, nachdem ihre Angaben zeitaufwendig überprüft worden waren und ihr „Status“ zweifelsfrei feststand.
Von den 6.000 Juden, die in den anderen Sammellagern inhaftiert waren, wurden einige nach Theresienstadt deportiert. Die meisten wurden jedoch in das KZ Auschwitz-Birkenau verschleppt und dort größtenteils sofort ermordet.
Die aus dem Gewahrsam in der Rosenstraße Entlassenen mussten sich beim Arbeitsamt melden und wurden zur Zwangsarbeit verpflichtet. Vielen wurde eine Arbeit bei der Reichsvereinigung der Juden in Deutschland und deren Einrichtungen zugewiesen. Dort ersetzten sie „volljüdische“ Arbeitskräfte, die deportiert worden waren.

## Deutungen

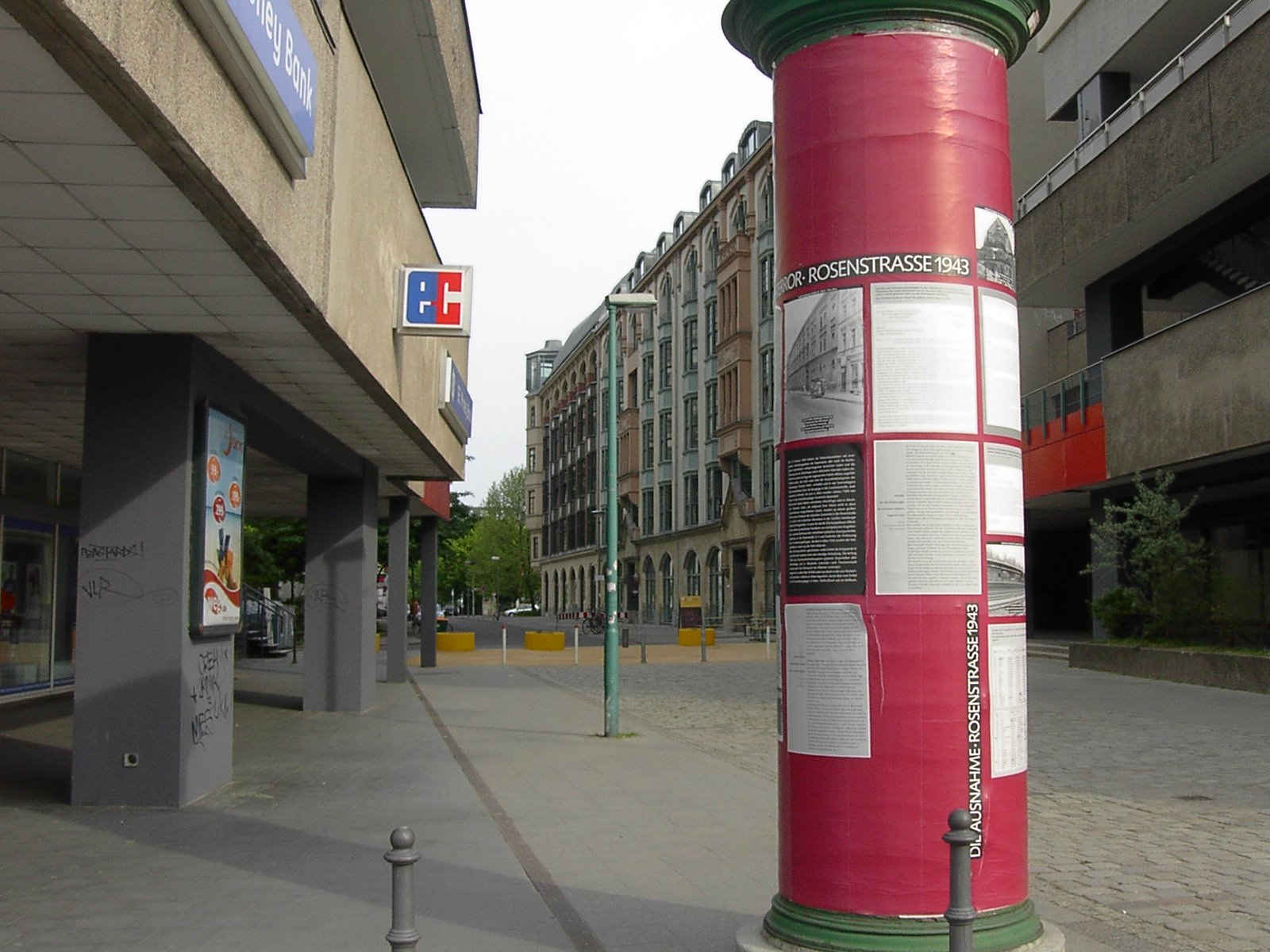
Gedenk-Litfaßsäule in der Rosenstraße, 2006

Dieses Vorgehen stimmt mit einer schriftlichen Anweisung des Reichssicherheitshauptamts vom 20. Februar 1943 überein, nach der in Mischehe lebende Juden sowie ähnliche andere, genau definierte Gruppen von der Deportation ausgenommen werden sollten. Folgerichtig fand die dazu erforderliche Überprüfung im Gebäude Rosenstraße 2–4 statt. Der Historiker Wolf Gruner weist darauf hin, dass nur ein geringer Teil der insgesamt 8.000 in Mischehe lebenden Juden verhaftet worden war. Über ihre Deportation konnte auch nach der Wannseekonferenz zwischen der SS, den beteiligten Reichsministerien und der Reichskanzlei keine Einigkeit erzielt werden. Diese Quellen und Argumente widersprechen der weit verbreiteten Ansicht, der „Protest mutiger Frauen“ habe ursächlich zur Freilassung der inhaftierten Juden aus „Mischehen“ geführt.
Vereinzelt wird die Freilassung auch auf eine Intervention von Adolf Kardinal Bertram zurückgeführt.
Andere Forscher stützen sich auf Aussagen von Zeitzeugen, die jedoch widersprüchlich sind. Sie nehmen an, dass Joseph Goebbels persönlich die Freilassung erwirkte, um die fortdauernden Unruhen zu beenden, und zitieren seinen Tagebucheintrag vom 6. März:

„Gerade in diesem Augenblick [nach schweren Zerstörungen durch Bombenangriffe] hält der SD es für günstig, in der Judenevakuierung fortzufahren. Es haben sich da leider etwas unliebsame Szenen vor einem jüdischen Altersheim abgespielt, wo die Bevölkerung sich in größerer Menge ansammelte und zum Teil sogar für die Juden Partei ergriff. Ich gebe dem SD Auftrag, die Judenevakuierung nicht ausgerechnet in einer so kritischen Zeit fortzusetzen. Wir wollen uns das lieber noch einige Wochen aufsparen; dann können wir es umso gründlicher durchführen.“

Auf diese Quelle stützt sich die Annahme, Goebbels habe die Aktion aufgrund des Protestes einstellen lassen. Tatsächlich wurde sie jedoch beschleunigt nach den ursprünglichen Anweisungen fortgeführt. Am 11. März 1943 beanstandete Goebbels lediglich die verfrühte Verhaftung von Juden aus privilegierten „Mischehen“:

„Die Evakuierung der Juden aus Berlin hat doch zu manchen Misshelligkeiten geführt. Leider sind dabei auch die Juden und Jüdinnen aus privilegierten Ehen zuerst mit verhaftet worden, was zu großer Angst und Verwirrung geführt hat.“

## Rezeption

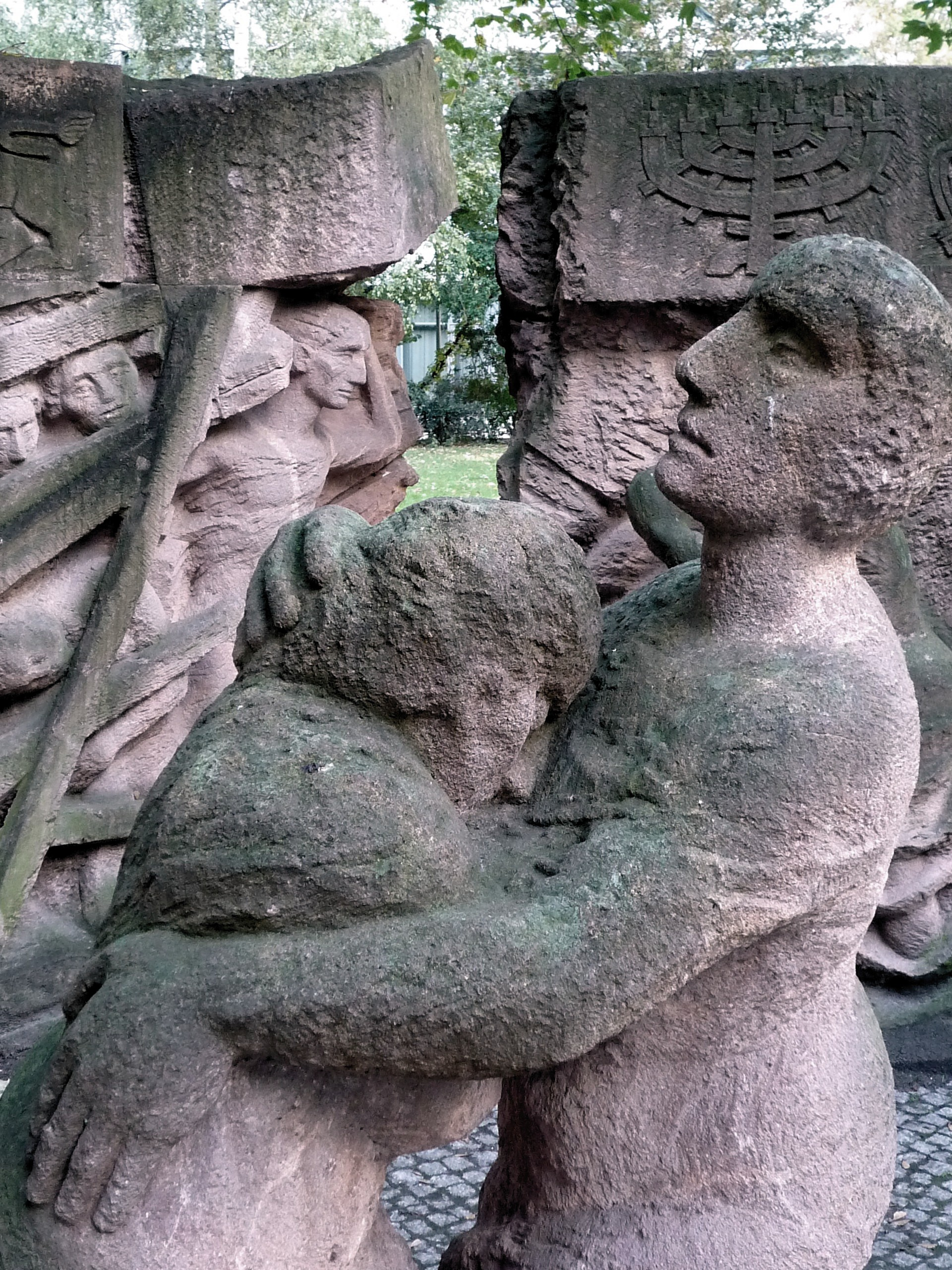
Skulptur Block der Frauen, Teilansicht, 2009

### Denkmäler
Zum Gedenken an die Ereignisse wurden in der Berliner Rosenstraße einige Monumente errichtet:
- Eine Gedenk-Litfaßsäule
- Der Block der Frauen, eine mehrteilige Skulptur von Ingeborg Hunzinger (1995 eingeweiht).

### Film
Die Ereignisse des Rosenstraßen-Protestes wurden 2003 von Margarethe von Trotta unter dem Titel Rosenstraße verfilmt. Kritiker wie Beate Meyer bemängelten eine verzerrende Darstellung der historischen Tatsachen.

### Bücher
- Wolf Gruner: Widerstand in der Rosenstraße. Die Fabrik-Aktion und die Verfolgung der „Mischehen“ 1943. Frankfurt am Main 2005, ISBN 3-596-16883-X.
- Antonia Leugers (Hrsg.): Berlin: Rosenstraße 2–4. Protest in der NS-Diktatur. Neue Forschungen zum Frauenprotest in der Rosenstraße 1943. Annweiler 2005, ISBN 3-89857-187-4.
- Nathan Stoltzfus: Widerstand des Herzens. Der Aufstand der Berliner Frauen in der Rosenstraße 1943. München 1999.
- Vera Friedländer: Späte Notizen. Verlag Neues Leben, Berlin (DDR) 1980.
  - Neu aufgelegt als: Man kann nicht eine halbe Jüdin sein. Agimos-Verlag, Kiel 1993.
- Gernot Jochheim: Frauenprotest in der Rosenstraße Berlin 1943. Berichte, Dokumente, Hintergründe. Hentrich & Hentrich Verlag, Berlin 2002, ISBN 978-3-933471-26-0.
- Nina Schröder: Hitlers unbeugsame Gegnerinnen. München 1997.

### Aufsätze und Artikel
- Wolfgang Benz: Kitsch as Kitsch can. Kritik an der „Rosenstraße“. In: Süddeutsche Zeitung. 18. September 2003.
- Rainer Decker: Rezension zu Nathan Stoltzfus: Widerstand des Herzens. Der Aufstand der Berliner Frauen in der Rosenstrasse 1943. In: H-Soz-Kult. 13. Mai 2000 online.
- S. Fröhlich: Rezension: N. Stoltzfus, Widerstand des Herzens. Der Aufstand der Berliner Frauen in der Rosenstraße 1943. In: Frankfurter Allgemeine Zeitung, 18. August 1999.
- Wolf Gruner: Die Fabrik-Aktion und die Ereignisse in der Berliner Rosenstraße: Fakten und Fiktionen um den 27. Februar 1943. In: Jahrbuch für Antisemitismusforschung. 11 (2002), S. 137–177.
- Wolf Gruner: The Factory Action and the Events at the Rosenstrasse in Berlin. Facts and Fictions about 27 February 1943 – Sixty Years Later. In: Central European History. (CEH) 36 (2003), S. 178–208.
- Wolf Gruner: Ein Historikerstreit? Die Internierung der Juden aus Mischehen in der Rosenstraße 1943. Das Ereignis, seine Diskussion und seine Geschichte. In: Zeitschrift für Geschichtswissenschaft. 52 (2004), S. 5–22.
- Sven Felix Kellerhoff: „Getan haben wir gar nichts.“ Nach 60 Jahren: Historiker [darunter Wolf Gruner] rücken den Protest in der Rosenstraße in neues Licht. In: Berliner Morgenpost. 25. Februar 2003.
- Beate Meyer: Geschichte im Film. Judenverfolgung, Mischehen und der Protest in der Rosenstraße 1943. In: Zeitschrift für Geschichtswissenschaft. 52 (2004), S. 23–36.
- Regina Scheer: Bürstenfabrik Otto Weidt. In: Temperamente. 3/1984, Berlin (DDR), S. 62–75.
- Diana Schulle: „,Gebt unsere Männer frei!‘“. In: Beate Meyer, Hermann Simon (Hrsg.): Juden in Berlin 1938–1945. Begleitband zur gleichnamigen Ausstellung in der Stiftung „Neue Synagoge Berlin – Centrum Judaicum“ Mai bis August 2000, Berlin 2000, S. 159–168.
- Nathan Stoltzfus: Jemand war für mich da. Der Aufstand der Frauen in der Rosenstraße. In: Die Zeit. Nr. 30/1989.
- Nathan Stoltzfus: Für diese Christen war das die Heldentat ihres Lebens. Der Aufstand der Berliner Frauen in der Rosenstraße. In: Frankfurter Rundschau. 20. März 1999.
- Nathan Stoltzfus: Die Wahrheit jenseits der Akten. Wer nur den NS-Dokumenten vertraut, verkennt den Widerstand der Deutschen. Anmerkungen zum Historikerstreit um die „Rosenstraße“. In: Die Zeit. Nr. 45/2003.
- Georg Zivier: Der Aufstand der Frauen. In: Sie. Wochenzeitung für Frauenrecht und Menschenrecht. Nr. 2, 1945, S. 1 f. Onlineversion hier abrufbar.